# شبيهة السوتارية البرازية
شبيهة السوتارية البرازية (الاسم العلمي: Parasutterella excrementihominis) هي نوع من البكتيريا، سلبية الغرام، تتبع جنس الشبيهة السوتاريات.